# Lütte (Bad Belzig)

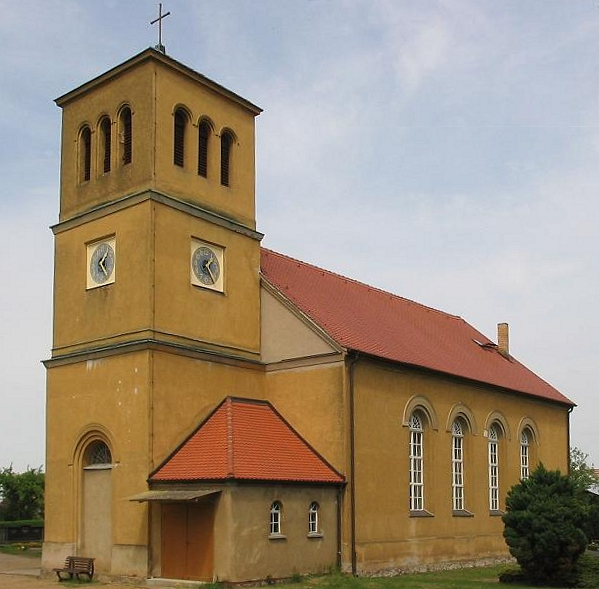
Dorfkirche von 1840: Normalkirche Schinkels

Das Dorf Lütte ist ein Ortsteil der Kreisstadt Bad Belzig im Brandenburger Landkreis Potsdam-Mittelmark am Rand des Trappenschutzgebietes Belziger Landschaftswiesen.
Der Ort verfügt über eine der sogenannten Normalkirchen Schinkels von 1840, die in der ersten Hälfte des 19. Jahrhunderts zur Kostenersparnis mit jeweils geringfügigen Abweichungen in ländlichen Gegenden Preußens gebaut wurden. Daneben zeichnet den Ort am Westrand des Baruther Urstromtals seine landschaftlich reizvolle Lage unmittelbar unter dem Hang der Endmoränenlandschaft des Hohen Fläming aus.

## Allgemeine Daten

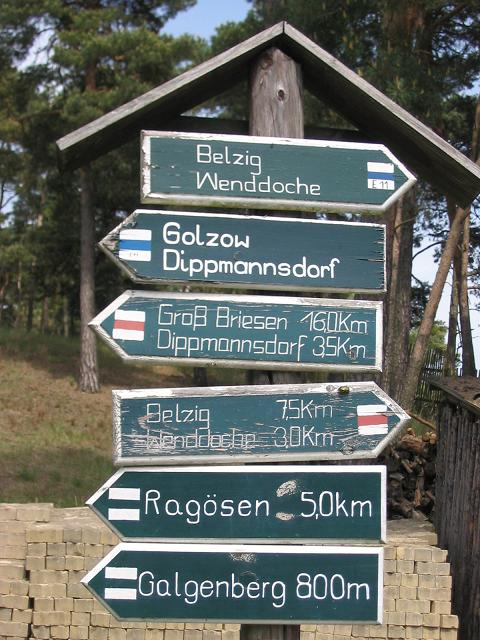
Wegweiser in Lütte

Das Dorf mit 412 Einwohnern (Stand 13. November 2023) liegt rund sechs Kilometer nördlich der Kernstadt Bad Belzig. Es gehört zum Naturpark Hoher Fläming und ist durch die Bundesstraße 102 an das Straßennetz angeschlossen. Benachbarte Dörfer sind im Norden Dippmannsdorf und im Süden Schwanebeck, die als Ortsteile gleichfalls zu Bad Belzig gehören und an der gleichen baumgesäumten Allee liegen. Die Bundesstraße 102 ist hier und über weite Strecken Bestandteil der Deutschen Alleenstraße.
Nach Osten gibt es keine Verbindungen zu Ortschaften, da die angrenzenden Landschaftswiesen siedlungsfrei sind. Jenseits des Urstromtals am Rand der Zauche liegt in rund acht Kilometern Entfernung das Dorf Freienthal aus der Gemeinde Planebruch. Nach Südosten folgt in unmittelbarer Nachbarschaft nach rund drei Kilometern der Ortsteil Fredersdorf, der sich am Rand eines kleinen Waldgebietes tief in die Belziger Landschaftswiesen und damit in das Urstromtal hineinschiebt. Auch nach Westen den Fläming hinauf bleibt die Umgebung Lüttes lange siedlungsfrei, bis nach rund zehn Kilometern der Ortsteil Werbig folgt. Auf halber Strecke befand sich am Verlorenwasser kurz hinter der Schutzhütte im Weitzgrund der geographische Mittelpunkt der DDR.
Am Rand des Dorfes gibt es einen stillgelegten Bahnhof der eingleisigen Brandenburgischen Städtebahn, die zwischen 1904 und 1962 Treuenbrietzen über Belzig und Rathenow mit Neustadt (Dosse) verband. Weitere 38 Jahre hielten in Lütte Züge, die auf der Teilstrecke zwischen Belzig und Brandenburg an der Havel verkehrten. Dieser Streckenteil wurde am 14. Dezember 2003 eingestellt.

### Eingemeindung
Lütte wurde am 31. Dezember 2002 nach (Bad) Belzig eingemeindet.

## Galgenberg

### Flämingsand und Urstromtalpanorama

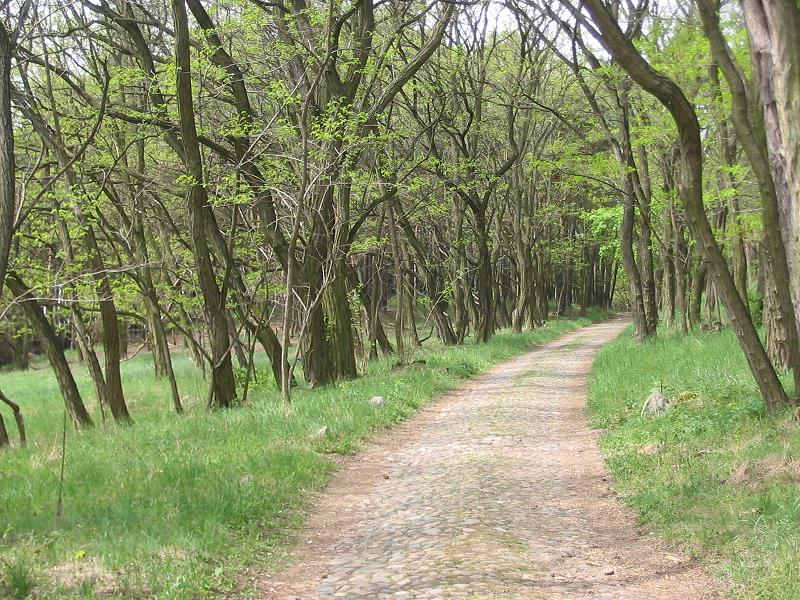
Typischer Flämingweg, hier zum Galgenberg

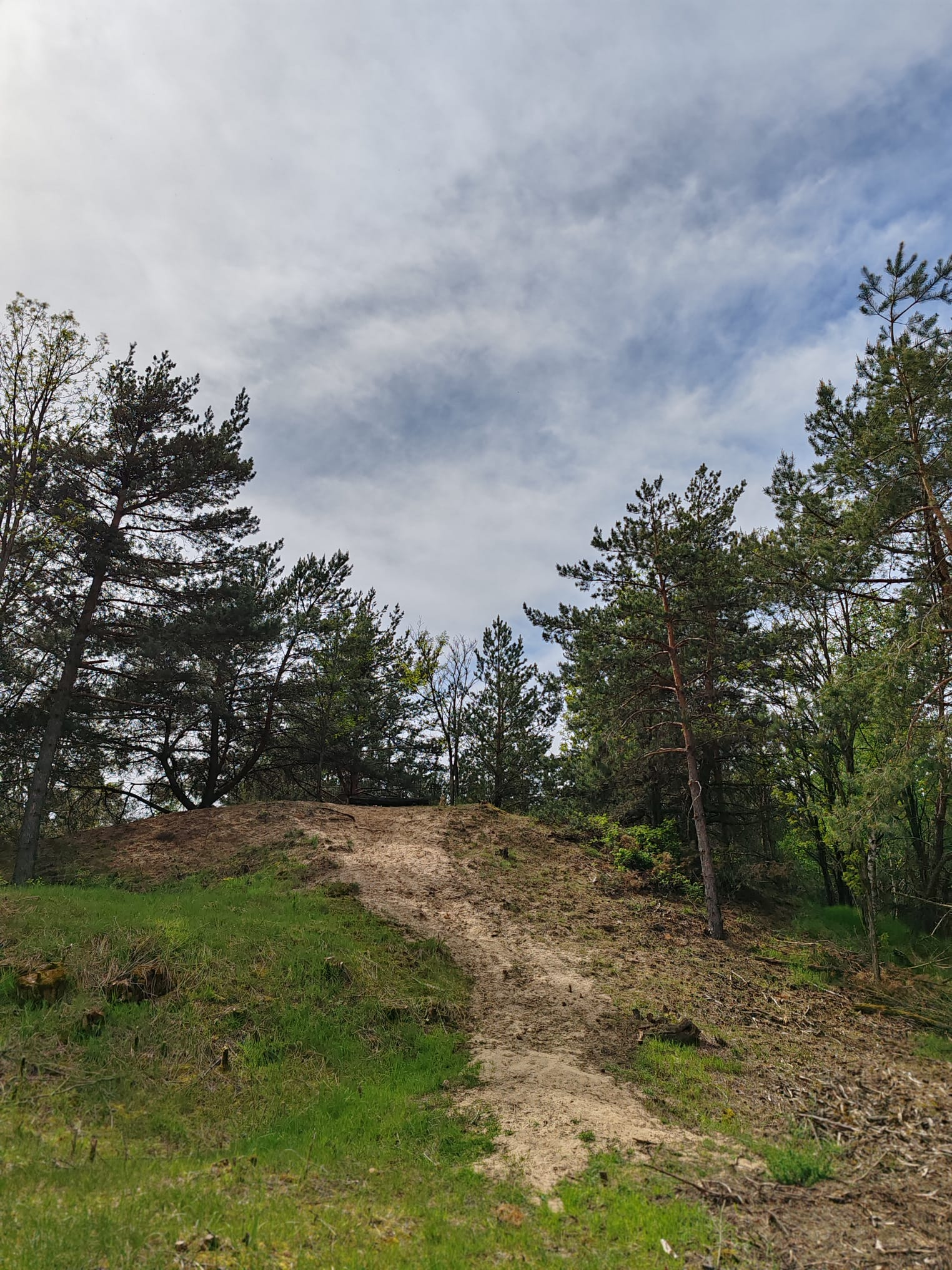
Blick zum Galgenberg

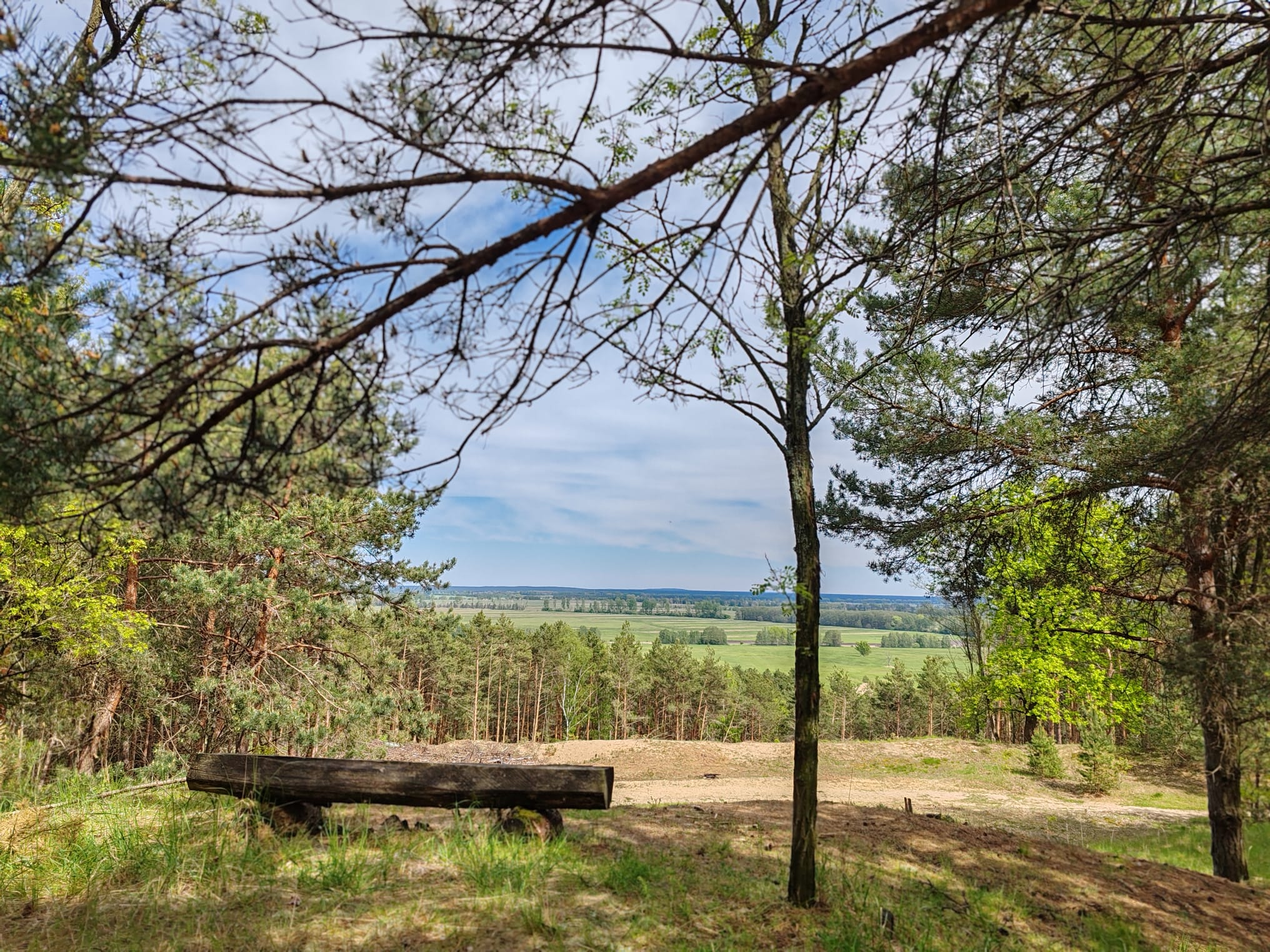
Blick vom Galgenberg

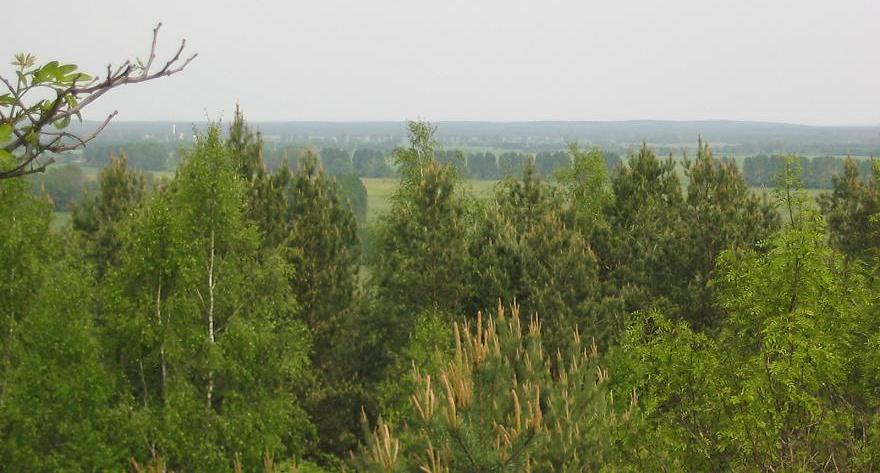
Blick vom Berg

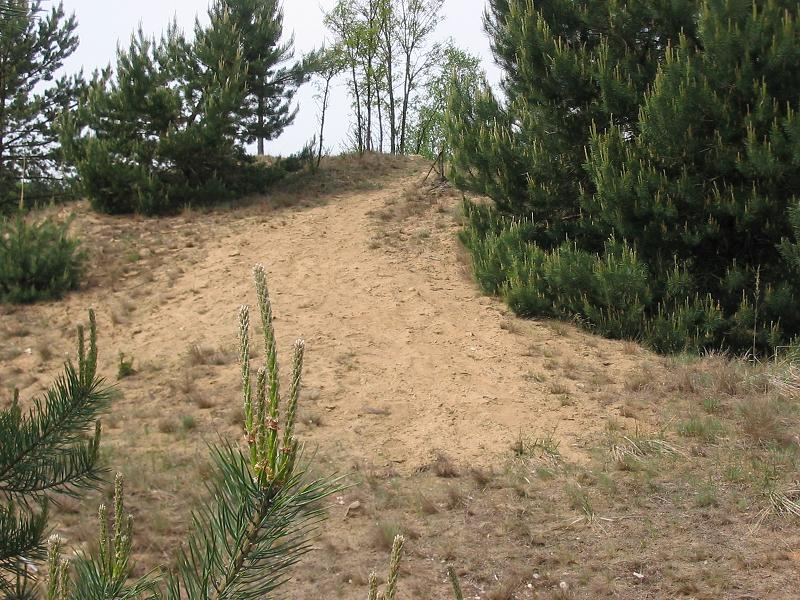
Auf dem Galgenberg

Ein typisches Bild der sandigen, sanften Hügelwellen im Naturpark Hoher Fläming und seiner lichten Eichen-Kiefernmischwälder, die auf den niederschlagsreicheren Höhen von Buchenwäldern ergänzt werden, vermittelt der Weg von Lütte (ca. 45 Meter über NN) hinauf zum 118 Meter hohen Galgenberg. Der Berg liegt dicht am Hang und öffnet einen Blick über das karge Grünland der Landschaftswiesen im Urstromtal mit in der Sonne glitzernden Bächen und schnurgeraden Meliorationsgräben, die von gelegentlich eingestreuten grünen Knicks und je nach Jahreszeit und Anbauform von braunen, tiefgrünen oder leuchtend gelben Acker- und Weideflächen unterbrochen sind. Für eine Auflockerung des Bildes sorgen Feldermosaike mit wechselnden Streifen Getreide, Erbsen, Lupinen, Raps, Klee und Kartoffeln, die in der Naturschutzverordnung Belziger Landschaftswiesen vom 24. Mai 2005 insbesondere zum Schutz der Großtrappen (Otis tarda) vertraglich festgelegt sind.
Der Blick über die rund acht Kilometer breite Talung eröffnet eine Vorstellung über den gewaltigen Schmelzwasserstrom der allmählich ausklingenden Weichseleiszeit, der vor rund 21.000 Jahren am Nordhang des Fläming hoch aufragende Geländestufen wie den Galgenberg herausschnitt. Zählt der Hohe Fläming noch zur Altmoränenlandschaft der Saale-Eiszeit, gehören die Niederungen innerhalb des Urstromtals bereits zum Jungmoränenland der Weichseleiszeit, deren Inlandeis in der Talung seine maximale Ausdehnung nach Süden erreichte. Heute durchziehen die Temnitz und die Plane diesen Teil des Urstromtals, dabei nimmt die Temnitz die Wasser der Fläminghänge auf, die über die Plane und die Havel in die Elbe gelangen. Rund zwei Kilometer nördlich des Galgenbergs folgt oberhalb des Nachbardorfes das Naturdenkmal Dippmansdorfer Paradies, ein durch Wege, Stege, Dämme und Brücken erschlossenes Quellgebiet mit 32 Sickerquellen (Helokrene) am Fläminghang.

### So richten die Bauern in Lütte
Bis zum Wiener Kongress im Jahr 1815 bildete das Urstromtal die Grenze zwischen dem Königreich Sachsen und der Mark Brandenburg. Die Flämingdörfer und damit auch die Lütter waren also sächsisch. In ihrer Hauptstadt Dresden soll sich ein Bild der beiden Delinquenten befunden haben, die dem Berg der Sage nach den Namen gaben und dort am Galgen hingen: der Schäfer von Lütte und sein Hund. Der Schäfer hatte seine Herde auf die verbotenen Hänge des Hexenberges getrieben, wo die Schafe in einem feuchten Kleefeld auch prompt verendeten. Die erzürnten Bauern errichteten daraufhin den Galgen und hängten – erst einmal – den Schäfer auf. Der Hund folgte, nachdem er Tag und Nacht und heulend bei der Leiche seines Herrn saß und dort nicht wegzubringen war. Da allerdings die Tötung eines Hundes zu dieser Zeit als schwerwiegendes Vergehen galt, kamen die Bauern wegen der Tötung des unschuldigen Tieres angeblich ins Gefängnis. Nach der Beschreibung von Jan Feustel trug das verschollene Bild in Dresden nach übereinstimmenden Chroniken die Textzeile: So richten die Bauern in Lütte.

## Schinkels Musterkirche

### Ein Bild von allerhöchster Stelle
Da ihre Geldmittel begrenzt waren, griffen die Lütter beim 1840 notwendigen Neubau ihrer heute denkmalgeschützten Kirche auf die so genannte Normalkirche Schinkels zurück, die zur Kostenersparnis nach einer allgemeinen Vorlage Karl Friedrich Schinkels in ländlichen Gegenden Preußens und kleineren Städten im Bogenstyl errichtet wurde. Die Flämingdörfler legten um ihren schlichten, sparsamen klassizistischen Rundbogenmusterbau den Friedhof an.
Während sich die Dörfer und Gemeinden bei der Bauerstellung in der Regel nur geringe Abweichungen der Bauten erlauben konnten, kam es in der ursprünglich ebenso preußisch schlichten Ausstattung im Laufe der Zeit zu deutlichen Unterschieden. Sobald sie dazu in der Lage waren, statteten einige Dörfer ihre Gotteshäuser beispielsweise mit einem prunkvollen Flügelaltar aus. Die Lütter hatten mit der Ausstattung großes Glück, denn laut Jan Feustel erhielten sie auf Allerhöchste Weisung ein besonderes Paradestück, ein Bild aus dem Berliner Museumsmagazin […], eine italienische »Geburt Christi« aus dem 16. Jahrhundert.

### Patriotischer Dorfpfarrer
Die „Allerhöchste Stelle“ zeigte sich mit dem Geschenk dankbar für eine patriotische Ansprache, die der Dorfpfarrer 1863 zum 50. Gedenktag der Hagelberger Schlacht gehalten hatte und die Seiner Majestät zu Ohren gekommen war. Auf dem Hagelberg, der rund fünf Kilometer westlich von Bad Belzig die höchste Erhebung im Fläming und auch innerhalb der Norddeutschen Tiefebene bildet, erinnern das Alte und Neue Hagelberg-Denkmal an diese Schlacht vom 27. August 1813, in der preußische Truppen mit russischer Unterstützung zum Ärger der napoleonfreundlichen Belziger ein französisches Biwaklager angriffen, das sie eher zufällig angetroffen hatten.

## Persönlichkeiten
Im 543-Seelen-Dorf Lütte lag der Ursprung der 1979 als Combo begonnenen Musikgruppe der Geschwister Leisegang, die seit 1982 als Keimzeit bekannt ist.
- Norbert Leisegang (* 13. September 1960 in Lütte), Musiker, Gesang und Gitarre bei Keimzeit
- Roland Leisegang (* 1965 in Lütte) bis 2013 Schlagzeuger bei Keimzeit", von 2016 bis 2023 Bürgermeister der Stadt Bad Belzig (im Dezember 2022 per Bürgerentscheid abgewählt)
- Günter Baaske (* 1957), Politiker, wohnt in Lütte
- Johann Samuel Gottlob Flemming (1740–1827), evangelischer Pfarrer

## Verkehr
Der öffentliche Personennahverkehr wird unter anderem durch den PlusBus des Verkehrsverbund Berlin-Brandenburg erbracht. Folgende Verbindungen führen, betrieben von der Regiobus Potsdam-Mittelmark, durch Lütte:
- Linie 580: Bad Belzig ↔ Lütte ↔ Golzow ↔ Lehnin ↔ Werder ↔ Potsdam
- Linie 581: Bad Belzig ↔ Lütte ↔ Golzow ↔ Lehnin ↔ Brandenburg